# سوزان وولف
سوزان روز وولف (بالإنجليزية: Susan Rose Wolf) (من مواليد 1952) هي فيلسوفة أخلاقية أميركية وفيلسوفة في نظرية الفعل وتعمل حاليًا كأستاذة الفلسفة في جامعة نورث كارولينا في تشابل هيل. ودرّست سابقًا في جامعة جونز هوبكنز (1986-2002)، وجامعة ميريلاند (1981-1986) وجامعة هارفارد (1978-1981).

## تعليمها وحياتها المهنية
حصلت سوزان وولف على درجة البكالوريوس من جامعة ييل في الفلسفة والرياضيات في عام 1974، ثم حصلت على دكتوراه في الفلسفة في عام 1978 من جامعة برينستون. كان مستشار أطروحتها هو توماس ناجل.
بدأت سوزان بعد الانتهاء من الدكتوراه تعليمها المهني في جامعة هارفارد. وفي عام 1981 انتقلت إلى منصب في جامعة ميريلاند. ودرّست من عام 1986 إلى عام 2002 في جامعة جونز هوبكنز، حيث أصبحت رئيسة قسم الفلسفة. وانتقلت إلى منصبها الحالي كأستاذة إدنا جوري المتميزة في جامعة نورث كارولينا في تشابل هيل في عام 2002. يعمل زوجها دوغلاس ماكلين أيضًا في مجال التعليم.

## عملها الفلسفي
يركز عمل سوزان على العلاقة بين الحرية والأخلاق والسعادة والمغزى في الحياة. يدافع كتابها «الحرية داخل العقل» (جامعة أكسفورد، 1990) عن حرية الإرادة باعتبارها القدرة على القيام بما يعتقده المرء بشكل معقول أنه الشيء الصحيح. يسمح هذا للحتمية بتحمل المسؤولية والشعور بالاستقلال بالنسبة لنا. كتبت سوزان عن موضوع الحظ الأخلاقي، مما يوحي بالمصالحة بين المواقف العقلانية واللاعقلانية. وقد نشرت أيضًا أعمالًا مؤثرة في المطالبة بالأخلاق. وكان مؤلفها في هذا المجال «القديسون الأخلاقيون» مؤثرًا بشكل خاص، حيث هاجمت فكرة أن يكون الشخص المثالي أخلاقيًا مثالًا أخلاقيًا جذابًا في الواقع.
وكتبت سوزان وولف أيضًا على نطاق واسع عن معنى الحياة البشرية. وعالجت موضوع معنى الحياة في مقالتها: «السعادة والمعنى: جانبان للحياة الجيدة»، حيث تلخص وجهة نظرها حيث «ينشأ المعنى عندما تجذب الجذب الذاتي الجاذبية الموضوعية... بمعنى ينشأ عندما يكتشف أو يطور تقارب لواحد أو العديد من الأشياء الأكثر قيمة...». وبعبارة أخرى، يتألفعيش حياة ذات معنى من المشاركة النشطة للأفراد مع الأشياء ذات الأهمية الموضوعية.

## الجوائز
انتُخبت سوزان وولف زميلة في الأكاديمية الأمريكية للفنون والعلوم في عام 1999 وزميلة للجمعية الفلسفية الأمريكية في عام 2006. وحصلت على جائزة ميلون الإنجازات المتميزة في العلوم الإنسانية في عام 2002.

## روابط خارجية
- Susan Wolf's UNC homepage
- "Meaningfulness - A Conversation with Susan Wolf" نسخة محفوظة 4 مارس 2016 على موقع واي باك مشين., Ideas Roadshow, 2015